# بويتراجو ديل وزويا
بويتراجو ديل وزويا (بالإنجليزية: Buitrago del Lozoya)‏ هي بلدية ومدينة في منطقة الحكم الذاتي وتقع في منطقة مدريد في وسط إسبانيا بوادي وزويا بجانب سوموسيرا وتطل على جبال سييرا دي جواداراما وتبلغ مساحة هذه المدينة 27 كم²).

## السكان
يبلغ عدد سكانها 2068 نسمة حسب إحصاء سنة 2010 م.

## الاقتصاد
أضافة إلى اعتماد البلدية على الزراعة وتربية المواشي أزدهرت التجارة والسياحة كثيرا خلال العقود الاخيرة.

## وصلات خارجية
- الموقع الرسمي لبلدية بويتراجو ديل وزويا